# Боджнурди (язык)
Боджнурди́ (самоназвание تركی بجنوردی, турки-и буджнурди) — западный диалект хорасанско-тюркского языка огузской группы тюркской языковой семьи. Используется в Иране в провинции Северный Хорасан. Название Боджнурди связано с городом Боджнурд.
Порядок слов в Боджнурди в основном соответствует принципам левого ветвления, которое наблюдается в прочих тюркских языках: определение предшествует определяемому, дополнение предшествует дополняемому, подлежащее предшествует сказуемому.
На диалект оказал большое влияние персидский язык. В боджнурди происходит разрушение характерного для тюркских языков сингармонизма, не представленного в индоевропейских языках: имеется тенденция к использованию единой формы каждого аффикса вместо серии аффиксов, различающихся гласным звуком. Получило развитие сослагательное наклонение. Из фарси были заимствованы союзы, широкое распространение получили сложные союзные предложения. Также влияние персидского языка прослеживается в формах грамматической категории эвиденциальности. В лексике встречается большое количество заимствований из персидского и арабского языков.